# Bahaya
Bahaya (en somalí: Buurta Baxaya) es la segunda montaña más alta del país africano de Somalia por detrás del monte Shimbiris, localizada al este de la población de Bosaso, cerca del Mar Rojo en la región administrativa de Bari, en las coordenadas geográficas 11°16′5″N 49°48′28″E / 11.26806, 49.80778. Se eleva a unos 2.084 metros sobre el nivel del mar.